# Snap (football américain)
Le snap, appelé la remise au Canada, est le geste qui fait commencer chaque jeu de football américain et de football canadien. Il est effectué par un joueur de la ligne offensive (le centre) qui transmet le ballon au quarterback (quart-arrière) entre ses jambes. Un snap peut se faire directement vers un halfback, notamment dans la wild cat offense.
Sur une action au pied (Punt/Kick) on l'appelle alors Long Snap (longue remise) et la balle est transmise, sur une plus longue distance, au joueur chargé d'effectuer le tir.